# Proelauna humicola
Proelauna humicola är en spindelart som först beskrevs av Miller 1970.  Proelauna humicola ingår i släktet Proelauna och familjen täckvävarspindlar. Inga underarter finns listade i Catalogue of Life.